# 조시 내친왕
죠시 내친왕(일본어: 穠子内親王 じょうしないしんのう[*], 겐포 4년 (1216년) - 고안 2년 11월 21일 (1279년 12월 25일))은 가마쿠라 시대의 황족이자 여원이다.  준토쿠 천황의 황녀로, 어머니는 다이나곤노츠보네 후지와라노 이시 (내대신 보몬 노부키요의 딸)이다. 여원호는 에이안몬인(永安門院)이다.
후지와라노 타카키요의 도움을 받아서 살았다고 전해진다. 겐초 3년 (1251년) 11월 2일에 내친왕 선하가 있었고, 같은 달 13일에 준삼궁 선하 및 원호 선하가 이루어졌다. 2년 후인 겐초 5년 (1253년) 8월 29일에 38세의 나이로 출가해, 법명을 리치카쿠(理智覚)라 칭했다. 고안 2년 (1279년)에 64세의 나이로 사망했다.